# فهد غازی
فهد غازی (عربی: فهد غازي زاحم؛ زادهٔ ۱ مارس ۱۹۹۴) یک بازیکن فوتبال اهل عربستان سعودی است.